# Svältringen

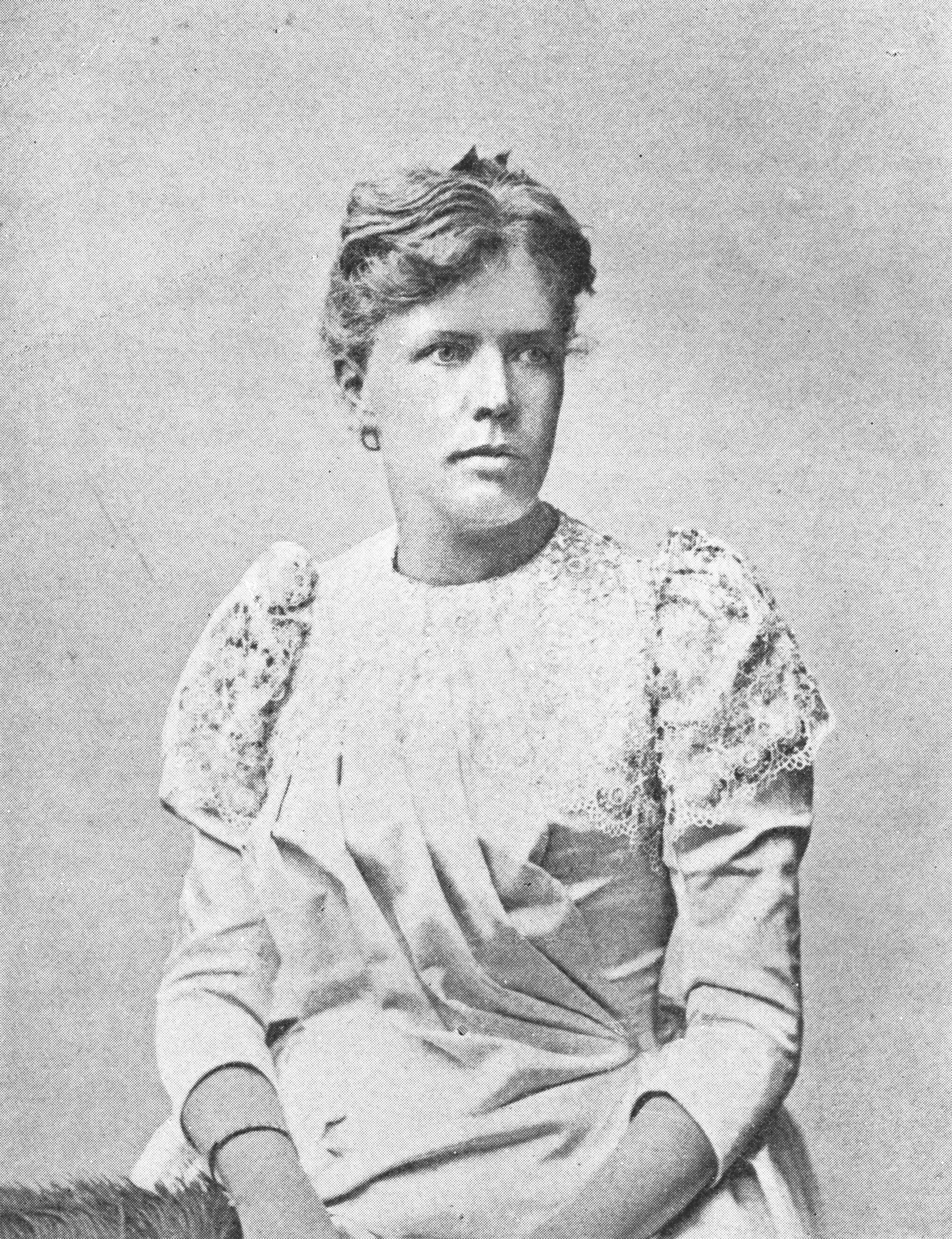
Anne Charlotte Leffler, en av initiativtagarna till Svältringen

Svältringen var ett litterärt kotteri i Stockholm, grundat i mitten av 1880-talet av författarna Amanda Kerfstedt, Anne Charlotte Leffler, Alfhild Agrell och Ernst Lundquist.

## Om Svältringen
Svältringen kom att bli en viktig mötesplats för de människor som brukar räknas till Det unga Sverige, där författare kunde knyta kontakter med samtidens litterära etablissemang. För de kvinnliga författarna möjliggjorde Svältringen att de kunde komma i kontakt med varandra och salongen kom därmed att bli betydelsefull för de skrivande kvinnornas identitet som författare. Utöver initiativtagarna bevistades sammankomsterna av bland andra Josefina Wettergrund, Ina Lange och Victoria Benedictsson, den sistnämnda dock endast vid sällsynta tillfällen. Även Gustaf af Geijerstam, Tor Hedberg, Oscar Levertin,  Ellen Key, Georg Nordensvan och Hellen Lindgren var återkommande gäster. Andra källor nämner också Viktor Rydberg, Sonja Kovalevski och Anne Charlotte Lefflers bror Gösta Mittag-Leffler och dennes hustru Signe.
Medlemmarna i gruppen turades om att vara värd för sammankomsterna och på programmet stod uppläsningar av litterära verk, diskussion och musik. Det hände även, även om det tillhörde ovanligheterna, att någon av författarna läste upp ett outgivet litterärt verk.
Gruppens namn kom av det endast tilläts serveras te och smörgås vid sammankomsterna. Påbudet var dock skämtsamt menat och följdes inte alltid. Svältringen var en uppskattad mötesplats och den danske författaren Herman Bang beskrev den som "et stykke Europa midt i Barbariet". Svältringens sammankomster upphörde i och med att Leffler flyttade utomlands i slutet av 1880-talet.